# Rivière Nétagamiou
La rivière Nétagamiou est un cours d'eau de la Côte-Nord au Québec. Elle se jette dans le golfe du Saint-Laurent près de Chevery, un village de la basse Côte-Nord situé à environ 480 km à l'est de Sept-Îles.

## Localisation
La rivière Nétagamiou traverse le territoire non organisé de Petit-Mécatina.
Elle coule vers le sud jusqu'au golfe du Saint-Laurent le long de la ligne qui sépare les cantons de Bellecourt et de Saint-Vincent.
Le bassin versant de la rivière Nétagamiou couvre 229 km².
L'embouchure se trouve dans la municipalité de Côte-Nord-du-Golfe-du-Saint-Laurent dans la municipalité régionale de comté du Golfe-du-Saint-Laurent qui fait partie de la région administrative de la Côte-Nord, à environ 80 km à l'est de la réserve innue de La Romaine.
Elle se trouve à 500 mètres à l'est du village de Chevery, centre administratif de la municipalité de Côte-Nord-du-Golfe-du-Saint-Laurent construit sur une pointe de sable et est accessible par bateau depuis Harrington Harbour.
La rivière Nétagamiou se forme à 23 km au nord. A cet endroit, la rivière du Petit Mécatina se divise en deux embranchements à la chute des Branches (« les Fourches »), où elle plonge d'une dizaine de mètres et donne naissance à une chute spectaculaire. La branche est conserve le nom de la rivière et coule sur environ 14 km avant de se jeter dans le golfe du Saint-Laurent alors que la branche sud devient la rivière Négatamiou. Les deux rivières forment un delta particulier comprenant les îles principales Delcore (sur laquelle a été bâti l'ancien village d'Aylmer Sound abandonné en 2007), Delcore Sud et Crescent.
La rivière Nétagamiou est barrée par une série de cinq rapides et deux chutes, entrecoupés de secteurs plus calmes où la rivière s'élargit et où s'étendent les bancs de sable. La rivière forme plusieurs îles dont 5 notables incluant une longue île temporaire en période de hautes eaux.
L'embouchure de la rivière Nétagamiou est bloquée par un banc de sable, à travers lequel elle ouvre un canal étroit d'1 mètre de profondeur. Dans le banc de sable se trouve un havre naturel.
Les bateaux peuvent remonter en amont sur 2 km jusqu'aux premières chutes hautes de 15 mètres.
Les chutes sont accessibles par le sentier Bob Nunez - Misty River longeant les 4 premiers kilomètres de la rivière,.

## Étymologie
Le nom de la rivière a été orthographié Natoüacamiou au XVIIe siècle.
Il a été orthographié Nontagamion dans un document de 1740.
Le nom a été écrit comme Natagamiou au XIXe siècle et Nokatamu au début du XXe siècle.
Ce nom, d'origine montagnaise, signifie « la petite eau qui court vers la grande eau », ou peut provenir de Natuakamiu qui signifie « rivière qui s'élargit pour former un grand bassin d'eau calme ».
L'archipel de la Petite Mécatina est un groupe d'îles situé à 3 km au sud-est de l'embouchure de la rivière.
Les Innus utilisent le nom Atauakanaih Hipu pour la rivière, ce qui signifie « lac envahi par l'eau d'un autre lac ou rivière ».

## Premiers établissements européens
En 1734, Jacques de Lafontaine de Belcour obtient une précieuse concession du gouverneur de la Nouvelle-France, Charles de la Boische, marquis de Beauharnois et de l'intendant de la Nouvelle-France Gilles Hocquart.
Il s'agissait d'un monopole de neuf ans sur le commerce indien et la pêche au phoque entre les embouchures des rivières Étamamiou et Nétagamiou. 
Il a établi un poste de traite des fourrures et de pêche au phoque près de Chevery aujourd'hui, à l'embouchure de la rivière Nétagamiou.
À partir de 1737, François Perrault exploite le poste de la rivière Nétagamiou au Labrador en collaboration avec Lafontaine.
En 1740, François Perrault, son fils Jacques Perrault et Charles Levreau, ont pris un bail sur le poste de Nétagamiou.
Le Poste-de-Nétagamiou est désormais un site archéologique.
Les phoques étaient utilisés pour leur peau, leur viande et leur huile, qui était utilisée pour l'éclairage.
Ils étaient piégés par des filets tendus à travers les chenaux le long de la côte qu'ils suivaient dans leur migration vers le sud à l'automne.
Il reste des traces de trous forés dans les rochers pour retenir les ancres des filets.
Le site abrite également la maison du maître et celles des employés, le magasin, l'entrepôt et les installations de fusion de l'huile de phoque.
Au début, plusieurs milliers de phoques étaient prélevés chaque année.
Les prises ont diminué au fil des ans, mais se sont poursuivies après la faillite de Lafontaine en 1754 et après la prise de contrôle des Anglais en 1763, jusqu'à la fin du XIXe siècle.

## Pêche
L'omble de fontaine peut être pêchée dans la rivière Nétagamiou.
Il n'y a eu aucun rapport de captures de saumon atlantique entre 1984 et 2017.
En 2017, tous les saumons, petits et grands, ont dû être relâchés sur les rivières Malbaie (Gaspésie), Pigou, Bouleau, Magpie, Coacoachou, Nétagamiou, Petit Mécatina et Véco.
Seuls les jeunes saumons pouvaient être conservés dans 51 rivières et une rétention limitée des gros saumons était autorisée dans 19 rivières.